# Блејз Бејли
Блејз Бејли (енгл. Blaze Bayley; 29. мај 1963) је енглески певач и текстописац.

## Биографија
Блејз Бејли је крајем осамдесетих и почетком деведесетих био певач у бенду Wolfsbane.
Пошто је крајем 1993. године, Брус Дикинсон напустио Ајрон мејден, Блејз Бејли долази у Ајрон мејден 1994.
Са Ајрон мејден он снима два албума. Приморан је да напусти бенд 1999. када је Брус Дикинсон најавио свој повратак.
После одласка, оснива свој бенд BLAZE.

## Дискографија

### 
- 1989
- 1990
- 1991
- 1993
- 1994
- 2001

### Ајрон мејден
- 1995. - The X Factor - албум
- 1995. –  - сингл
- 1995. –  - сингл
- 1996. – Best of The Beast - компилација
- 1996. – Virus - сингл
- 1998. – Virtual XI - албум
- 1998. –  - сингл
- 1998. –  - сингл

### 
- (2000)
- (2002)
- (2003) - уживо
- (2004)